# Zhao Leji
Zhao Leji, nació en marzo de 1957 en Xi'an, provincia de Shaanxi. 
Es en la actualidad miembro del Comité Permanente del Buró Político del Comité Central del PCCh, secretario de la Comisión Central de Control Disciplinario y jefe del Departamento de Organización del Comité Central del PCCh.
Ingresó al Partido Comunista de China (PCCh) en julio de 1975. Tuvo una educación de postgrado en la Escuela del Partido del Comité Central.